# Saison 2015-2016 du RCD Espanyol
Maillots
Chronologie
Saison précédente Saison suivante
La saison 2015-2016 du RCD Espanyol est la 114e de l'histoire du club et la soixante-quinzième du club en championnat d'Espagne. Le club est également en lice pour la Coupe du Roi.
Sergio González, entraîneur de l'équipe depuis juin 2014, est démis de ses fonctions en décembre 2015. Son successeur est l'ancien milieu de terrain roumain Constantin Gâlcă.

## Saison
Le départ de Sergio Garcia, pilier du club depuis 2010, se ressent rapidement en début de saison. Malgré une victoire contre Getafe, sur le score de 1-0, en ouverture de la Liga, les Catalans subissent de lourds revers. L'Espanyol s'incline contre Villarreal puis se fait écraser 6-0 par le Real Madrid de Ronaldo, qui inscrit un quintuplé.
L'entraîneur Sergio González, en fonction depuis juin 2014, est démis de ses fonctions le 14 décembre 2015. Les mauvais résultats de l'équipe précipitent son départ. C'est le roumain Constantin Gâlcă qui succède à González.
Lors de la 36e journée de championnat, Caicedo marque l'unique but de la rencontre face au Séville FC et offre du répit au club, à cinq points de la zone de relégation. Le dernier match de la saison voit une victoire de l'Espanyol, qui grappille deux places au classement et se hisse treizième.
Cette saison aura vu l'éclosion de Marco Asensio, ayant délivré 12 passes décisives toutes compétitions confondues.

## Statistiques

### Buteurs
| Place   | Nom                | Liga | Coupe | Total |
| 1       | Caicedo            | 8    | 2     | 10    |
| 2       | Pérez              | 7    | 0     | 7     |
| 2       | Moreno             | 7    | 0     | 7     |
| 5       | Asensio            | 4    | 0     | 4     |
| 4       | Diop               | 3    | 0     | 3     |
| 5       | Roco               | 2    | 0     | 2     |
| 5       | Burgui             | 1    | 1     | 2     |
| 6       | Álvarez            | 1    | 0     | 1     |
| 6       | Duarte             | 1    | 0     | 1     |
| 6       | Sánchez            | 1    | 0     | 1     |
| 6       | Sevilla            | 1    | 0     | 1     |
| 6       | Abraham            | 1    | 0     | 1     |
| 6       | Jordán             | 1    | 0     | 1     |
| 6       | Sylla              | 0    | 1     | 1     |
| Détails | 14 buteurs pericos | 38   | 4     | 42    |

### Passeurs
| Place   | Nom                 | Liga | Coupe | Total |
| 1       | Asensio             | 10   | 2     | 12    |
| 2       | Sánchez             | 6    | 1     | 7     |
| 3       | Burgui              | 3    | 0     | 3     |
| 4       | Moreno              | 3    | 0     | 3     |
| 4       | Álvarez             | 2    | 0     | 2     |
| 4       | López               | 2    | 0     | 2     |
| 5       | Duarte              | 1    | 0     | 1     |
| 5       | González            | 1    | 0     | 1     |
| 5       | Abraham             | 1    | 0     | 1     |
| 5       | Pérez               | 1    | 0     | 1     |
| 5       | Sevilla             | 0    | 1     | 1     |
| Détails | 11 passeurs pericos | 30   | 4     | 34    |